# ويليام ستون هابل
ويليام ستون هابل (بالإنجليزية: William Stone Hubbell)‏ هو عسكري أمريكي، ولد في 19 أبريل 1837 في مقاطعة ليتشفيلد في الولايات المتحدة، وتوفي في 28 أغسطس 1930.